# Jean Louis d'Erlach
 (novembre 2021).
Si vous disposez d'ouvrages ou d'articles de référence ou si vous connaissez des sites web de qualité traitant du thème abordé ici, merci de compléter l'article en donnant les références utiles à sa vérifiabilité et en les liant à la section « Notes et références ».
Jean Louis d'Erlach, né le 30 septembre 1595 à Berne et mort le 26 janvier 1650 à Brisach est un militaire et une personnalité politique suisse.

## Biographie
Après avoir suivi des études à Genève jusqu'en 1611, il est page à la cour de Christian Ier d'Anhalt-Bernbourg, puis officier à son service pendant la guerre de Trente Ans. Prisonnier en 1620, il est nommé colonel et participe en 1625 à la campagne de Pologne de Gustave II Adolphe de Suède.
De retour à Berne, il est élu au Grand Conseil en 1627, puis au Conseil d'État (alors appelé Petit Conseil) en 1629. À ce poste, il dirige la réforme de l'armée bernoise de 1628, puis, l'année suivante, met en place le premier défensional fédéral. 
En 1633 (puis encore une fois en 1636), il est nommé général de l'armée suisse et commande les troupes en Argovie où il s'empare du château de Kasteln.
Parallèlement à sa carrière politique, il continue son travail de mercenaire : il prend part pour la France au siège de Casale (dans le Piémont) en 1629, puis se met au service du duc Bernard de Saxe-Weimar en 1632, puis dès 1635. 
« Les Confédérés avaient fait savoir à Bernard de Saxe-Weimar qu’ils ne tolèreraient plus de violations de leur territoire et que l’Évêché de Bâle était sous leur protection, mais Jean-Louis d'Erlach, le haut officier bernois chargé par son canton et les autres de faire respecter ces décisions aux frontières jurassiennes, ne fit apparemment pas son devoir. Ami du maréchal de Saxe, il semble avoir été de connivence avec lui dans cette mauvaise affaire ; il aurait même suggéré la manœuvre consistant, par la vallée de la Birse et le territoire bâlois, à prendre les villes autrichiennes du Fricktal à revers. Ce que fit le maréchal à fin janvier 1638. »
Le 28 janvier 1638, il est fait prisonnier par l'armée autrichienne (alors officiellement alliée de la Suisse). Il tente sans succès de se justifier devant la Diète fédérale qui le démet de son commandement. Promu chef d'état-major du duc en 1638, il organise la conquête de Laufenburg de Rheinfelden et de Brisach. 
Après la mort du duc, d'Erlach est nommé gouverneur français de Brisach, puis lieutenant-général en 1647. Il participe à la campagne de Flandres l'année suivante, puis est nommé commandant de l'armée française dans le Saint Empire en 1649. À cette occasion, certains auteurs indiquent qu'il aurait obtenu le titre de Maréchal de France, ce qui est incorrect. 
En 1649-1650, son comportement en Principauté de Liège à la tête de ses hommes lui a valu que son nom devienne un nom commun en wallon, « harlake », signifiant « bandit, fripon ».

## Source
1. ↑  André Chèvre, Histoire de Lucelle, Porrentruy, Bibliothèque Jurassienne, 1973, p. 157

- « Jean Louis d'Erlach » dans le Dictionnaire historique de la Suisse en ligne.